# Liriomyza valerianae
Liriomyza valerianae este o specie de muște din genul Liriomyza, familia Agromyzidae, descrisă de Friedrich Georg Hendel în anul 1932. Conform Catalogue of Life specia Liriomyza valerianae nu are subspecii cunoscute.